# ロメオとジュリエット (チャイコフスキー)
幻想序曲『ロメオとジュリエット』（露: Ромео и Джульетта）は、ピョートル・チャイコフスキーがシェイクスピアの戯曲『ロミオとジュリエット』を題材として作曲した演奏会用序曲。
1869年の9月から11月にかけて作曲され、1870年3月16日、モスクワにおいてニコライ・ルビンシテインの指揮によって初演された。楽譜は1871年にベルリンで出版されたが、その際に大幅な改訂が行われた。その後も改訂が行われ、現在演奏される決定稿が出版されたのは1881年である。
交響曲第1番と第2番の間に作曲されたこの曲が、チャイコフスキーの最初の傑作という声も多い。

## 作曲の経緯

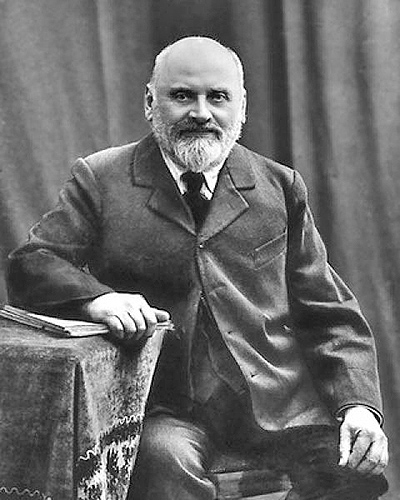
ミリイ・バラキレフ（1900年前後に撮影）

1868年、チャイコフスキーは当時ロシア音楽界で実権を握っていたロシア5人組の代表格であるミリイ・バラキレフと知り合い、自身の作品を彼に献呈して批評を仰ぐなどしながら交友を深めていった。それから1869年8月にバラキレフがチャイコフスキーの元を訪ねた折、シェイクスピアの「ロミオとジュリエット」を題材とした作品の作曲を勧めたとされる。その際、曲に用いる主題とその調性など、細かい部分に関しても具体的な助言を与えたほか、「作曲の筆が進まない」というチャイコフスキーの手紙に自ら譜例を書き添えて返事を送ることもあった。
こうして第1稿が完成。その後もバラキレフの批評を受け入れながら、第2稿、第3稿（決定稿）と改訂していくことになる。なお、題名に“幻想序曲”と付けられたのは第2稿からである。

## 演奏時間
約20分（初稿：約17分）

## 編成
ピッコロ、フルート2、オーボエ2、コーラングレ、クラリネット2、ファゴット2、ホルン4、トランペット2、トロンボーン3、テューバ、ティンパニ、大太鼓、シンバル、ハープ、弦五部

## 構成
アンダンテ・ノン・タント・クヮジ・モデラート、嬰ヘ短調、4/4拍子、修道僧ロレンスを表すコラール風の荘重な序奏をクラリネットとファゴットが奏でる。
続くアレグロ・ジュスト、ロ短調、ソナタ形式による主部では、モンタギュー家とキャピュレット家のいさかいを表す激情的な第1主題が現れる。弦楽器と管楽器の激しい掛け合いは両家が剣を交わすところをイメージしている。少しずつ落ち着いてきたところで変ニ長調へと転調し、コールアングレと弱音器つきのヴィオラによりロメオとジュリエットの恋を描く甘美な第2主題が現れる。ヴァイオリンが敵の家の人に恋をしてもいいのかと2人が悩む様子を奏でた後 フルートとオーボエによって再び第2主題が奏でられる。第2主題は2人が別れを惜しむかのように収束し、再び第1主題が序奏の主題を伴いながら断片的に現れ、両家が激しく争っている様子を奏でる。弦楽器が下降すると、オーボエにより先ほど弦楽器によって奏でられた2人が悩む様子のメロディーが演奏され、それに続いて第1主題と第2主題が再現される。ロメオとジュリエットの恋を描く第2主題を弦楽器が演奏した後、トランペットが2人の死を暗示するメロディーを歌う。各主題が交錯しながら盛り上がりは最高潮に達し、仮死状態にあるジュリエットを死んでしまったと勘違いしたロミオの気持ちを表すかのようにより一層激しい曲調になったあと鋭い1音が奏でられる。これはロミオが毒薬によって死んでしまったことを表している。また続くティンパニによる鋭い1音は目が覚めたジュリエットがロミオを追いかけて自死したことを表す。ティンパニのロールが終わると終結部へ。モデラート・アッサイの終結部は、葬送行進曲風のティンパニの心臓の音を表す刻みに悲しげな第2主題が重なり、ロ長調で木管楽器が天に召される2人の様子を清らかに奏でると、最後はトゥッティの緊迫した和音で終わる。

## チャイコフスキーの幻想序曲
チャイコフスキーが“幻想序曲”と銘打った作品は他に2曲あり、いずれも『ロメオとジュリエット』と同様にシェイクスピアの戯曲を題材としている。
- 幻想序曲『あらし（テンペスト）』作品18（1873年）
- 幻想序曲『ハムレット』作品67a（1888年） - 劇付随音楽の序曲にも流用された